# Le Plessis-Patte-d’Oie
Le Plessis-Patte-d’Oie ist eine französische Gemeinde mit 107 Einwohnern (Stand: 1. Januar 2022) im Département Oise in der Region Hauts-de-France (vor 2016 Picardie). Sie gehört zum Kanton Noyon (bis 2015 Guiscard) und zum Gemeindeverband Pays Noyonnais. 

## Geografie
Le Plessis-Patte-d’Oie liegt im Pays Noyonnais etwa 50 Kilometer nordnordöstlich von Compiègne. Umgeben wird Le Plessis-Patte-d’Oie von den Nachbargemeinden Golancourt im Norden, Berlancourt im Süden und Osten, Guiscard im Süden sowie Flavy-le-Meldeux im Westen.

## Bevölkerungsentwicklung
| Jahr                      | 1962 | 1968 | 1975 | 1982 | 1990 | 1999 | 2006 | 2013 |
| ------------------------- | ---- | ---- | ---- | ---- | ---- | ---- | ---- | ---- |
| Einwohner                 | 109  | 123  | 97   | 93   | 100  | 92   | 84   | 126  |
| Quelle: Cassini und INSEE |      |      |      |      |      |      |      |      |